# Räuberischer Angriff auf Kraftfahrer
Beim räuberischen Angriff auf Kraftfahrer handelt es sich um einen Tatbestand des deutschen Strafrechts. Er ist im 28. Abschnitt des Besonderen Teils des Strafgesetzbuchs (StGB) in § 316a normiert. Der Tatbestand schützt die körperliche Unversehrtheit des Angegriffenen und die allgemeine Verkehrssicherheit. Er erfasst Angriffshandlungen, die sich gegen Fahrzeuginsassen richten und der Begehung eines Raubs (§ 249 StGB), einer räuberischen Erpressung (§ 255 StGB) oder eines räuberischen Diebstahls (§ 252 StGB) dienen. Systematisch ist § 316a StGB diesen Tatbeständen vorgelagert. Die gesonderte Bestrafung räuberischer Angriffe auf Kraftfahrer rechtfertigt sich im Wesentlichen aus zwei Gründen: Zum einen handelt der Täter mit einer gesteigerten Verwerflichkeit, wenn er für seinen Angriff den Umstand ausnutzt, dass die Aufmerksamkeit des Opfers durch Verkehrsvorgänge in Anspruch genommen wird, sodass es gegenüber dem Angriff des Täters vermindert abwehrbereit ist. Zum anderen schaffen Angriffe auf Kraftfahrer eine erhebliche Gefahr für die Verkehrssicherheit.
Für den räuberischen Angriff auf Kraftfahrer kann eine Freiheitsstrafe von fünf bis 15 Jahren verhängt werden. Damit handelt es sich um gemäß § 12 Abs. 1 StGB ein Verbrechen. Nach § 138 Abs. 1 Nr. 8 StGB handelt es sich bei § 316a StGB ferner um ein Delikt, dessen Nichtanzeige strafbar sein kann, wenn sich durch eine Anzeige die Tat noch abwenden ließe.
Der Tatbestand des § 316a StGB wird in der Rechtswissenschaft aus mehreren Gründen äußerst kritisch gesehen: Häufig beklagt wird, dass die Strafandrohung mit einem Minimum von fünf Jahren Freiheitsstrafe auf einem besonders hohen Niveau liegt, über das nur wenige Tatbestände verfügen. Insbesondere die Raubdelikte, deren Begehung der räuberische Angriff vorgelagert ist, weisen mit jeweils einem Jahr Freiheitsstrafe ein geringeres Mindeststrafmaß auf, was unstimmig sei. Darüber hinaus werden Struktur und Tatbestandsmerkmale des § 316a StGB für ihre Unbestimmtheit kritisiert. Teilweise wird § 316a StGB insgesamt für entbehrlich gehalten, da das vom Täter verübte Unrecht bereits durch die Raubdelikte hinreichend erfasst sei. Dies zeige sich auch daran, dass andere Rechtsordnungen eine mit § 316a StGB vergleichbare Regelung nicht enthalten.
Laut polizeilicher Kriminalstatistik wurden 2024 in Deutschland 107 Fälle des § 316a StGB angezeigt. Zahlenmäßig wird der Vorgang somit im Vergleich mit anderen Tatbeständen sehr selten gemeldet. Rund 50 bis 60 Prozent der gemeldeten Fälle werden aufgeklärt.

## Normierung und Schutzzweck
§ 316a StGB lautet seit seiner letzten Veränderung am 1. April 1998 wie folgt:
(2) In minder schweren Fällen ist die Strafe Freiheitsstrafe von einem Jahr bis zu zehn Jahren.
(3) Verursacht der Täter durch die Tat wenigstens leichtfertig den Tod eines anderen Menschen, so ist die Strafe lebenslange Freiheitsstrafe oder Freiheitsstrafe nicht unter zehn Jahren.
§ 316a StGB dient nach überwiegender Auffassung dem Schutz mehrerer Rechtsgüter: Zum einen soll sie die Unversehrtheit des Angriffsopfers gewährleisten, das sich aufgrund der Beanspruchung durch Verkehrsvorgänge lediglich eingeschränkt gegen den Angriff zur Wehr setzen kann. Zum anderen will die Norm die Sicherheit des Straßenverkehrs schützen, da von Angriffen auf Fahrzeuginsassen ein erhebliches Unfallrisiko ausgehen kann.

## Entstehungsgeschichte

### Gesetz gegen Straßenraub mittels Autofallen

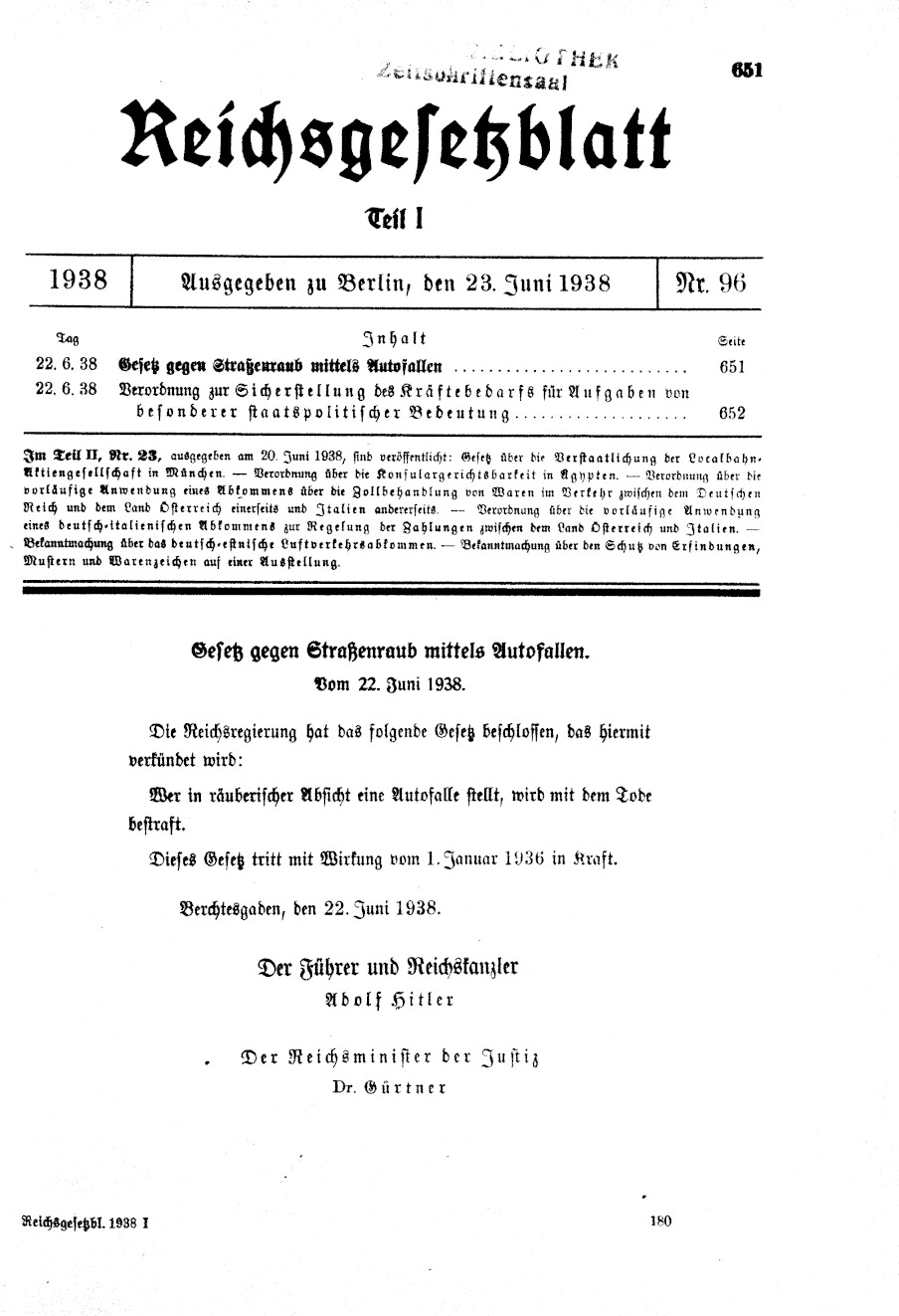
Lex Götze im Reichsgesetzblatt von 1938, Teil I, S. 651.

Der Strafvorschrift des § 316a StGB ging das Gesetz gegen Straßenraub mittels Autofallen vom 22. Juni 1938 voraus. Das Gesetz war unmittelbar durch die Raubüberfälle der Gebrüder Max und Walter Götze motiviert, weshalb es auch als Lex Götze bezeichnet wird. Die Brüder hatten auf Verkehrsstraßen vielfach Hindernisse, etwa Baumstämme, errichtet, um Autofahrer zum Anhalten zu zwingen und anschließend auszurauben.
Nachdem die Brüder im März 1938 verhaftet worden waren, hatte das NS-Regime die Absicht, beide zum Tode zu verurteilen. Während ein solches Urteil bei Walter Götze wegen zweier Morde nach der damaligen Rechtslage ohnehin sicher war, hatte Staatssekretär Roland Freisler Zweifel, ob auch Max Götze hingerichtet werden würde. Daher ließ er auf persönliche Weisung Hitlers eine neue Strafrechtsnorm ausarbeiten, welche die von Max Götze mitbegangenen Überfälle mit der Todesstrafe bedrohte. Nach dieser Norm wurde mit dem Tod bestraft, wer „in räuberischer Absicht eine Autofalle stellte“. Dieser Wortlaut ist für Strafrechtsnormen ungewöhnlich knapp und lässt großen Interpretationsspielraum; dies gilt vor allem für den Begriff der Autofalle. Diese Unschärfe war allerdings von Freisler gewollt. Er kommentierte dies in der Deutschen Justiz wie folgt:

„Entsprechend ist auch das Gesetz gefasst, wenn es in schlichter Einfachheit und strenger Eindeutigkeit den Satz ausspricht: ,Wer in räuberischer Absicht eine Autofalle stellt, wird mit dem Tode bestraft.’
Hätte man das Gesetz anders fassen sollen? Etwa: ,Wer einen Anschlag auf Leib, Leben oder Entschlussfreiheit eines Kraftfahrers unternimmt, um ihn oder einen Mitfahrer desselben unmittelbar vor, während oder unmittelbar nach der Fahrt leichter berauben zu können, wird mit dem Tode bestraft?’
Abgesehen davon, dass diese Fassung auch nicht alle möglichen Fälle umfassen würde – ist es denn nur möglich, abstrakt sich verständlich zu machen? Darf das Deutsch des Gesetzes nicht das Deutsch des Volkes sein? Muss das Deutsch erst in eine – angebliche – Juristensprache übersetzt werden? Ist es nicht möglich, an dem vom Gesetzgeber plastischen Bilde seinen Ordnungswillen zu erkennen? Die Fragen sind rhetorische Fragen! […]
Notwendig ist freilich, dass man gewisse ‚Auslegungsmethoden’ meidet und sich stattdessen an Gedanken hält, die aus dem Lebensbild ‚Autofallenraub’ und ‚Autobandit’ sowie aus dem Sinn des Gesetzes sich ergeben. Man wird übrigens finden, dass man so viel sicherer entscheiden kann […]. Wenn man dagegen sich in Erwägungen verstrickt wie die folgenden, wird es Zufall sein, ob das ‚gefundene’ Ergebnis zutrifft. Man kann nicht nach dem Begriff der ‚Falle an sich’ forschen wollen …“

Damit das neue Gesetz auf den Götze-Fall angewendet werden konnte, trat es rückwirkend zum 1. Januar 1936 in Kraft. Dieser Vorgang missachtete das bereits damals anerkannte rechtsstaatliche Grundprinzip keine Strafe ohne Gesetz, was allerdings für die nationalsozialistische Unrechtsjustiz nicht ungewöhnlich war. In der Folgezeit stellte sich heraus, dass Max Götze bei einer Raubtat auf einen Beamten der Reichsbahn geschossen hatte und deshalb nach dem Gesetz zur Gewährleistung des Rechtsfriedens zum Tod verurteilt werden konnte, ohne dass es auf das Autofallengesetz ankam. Die ursprüngliche Motivation, die hinter dem Gesetz stand, war damit hinfällig geworden. Gleichwohl blieb es in Kraft. In der Praxis erwies sich die neue Strafnorm aufgrund ihrer von Freisler gewollten sprachlichen Unschärfe als schwer zu handhaben. Dies betraf vor allem ihr zentrales Tatbestandsmerkmal, das Vorliegen einer Autofalle.

### Aufhebung des Autofallengesetzes und Schaffung des § 316a StGB
Nach dem Zweiten Weltkrieg überprüften die Besatzungsmächte das deutsche Strafrecht auf seine Rechtsstaatlichkeit. Im Zuge dessen hoben sie das Autofallengesetz durch das Kontrollratsgesetz Nr. 55 vom 20. Juni 1947 auf. Anlass hierzu gab insbesondere, dass der Tatbestand wegen des unpräzisen Merkmals Autofalle als zu unbestimmt angesehen wurde.
Als sich in der Folgezeit einige Raubüberfälle auf Verkehrswegen ereigneten, befürchtete der westdeutsche Gesetzgeber, dass Angriffe auf Kraftfahrer ohne eine hierauf abgestimmte Strafnorm nicht hinreichend sanktioniert werden konnten. Deshalb überarbeitete er den früheren Autofallen-Paragraphen, um ihn den Vorgaben des Grundgesetzes anzupassen und ins StGB aufzunehmen. Das Hauptaugenmerk des Gesetzgebers lag dabei darauf, den Tatbestand zu präzisieren. Hierzu ersetzte er den Begriff der Autofalle durch eine genauere Beschreibung von Tatsituation und Tathandlung. Die neue Strafnorm wurde durch das Gesetz zur Sicherung des Straßenverkehrs vom 19. Dezember 1952 als § 316a ins StGB eingefügt und lautete:
Da die Tathandlung im Unternehmen eines Angriffs bestand, handelte es sich bei § 316a StGB um ein echtes Unternehmensdelikt, also ein Delikt, bei dem Versuch und Vollendung zeitlich zusammenfallen (§ 11 Abs. 1 Nr. 6 StGB). Die gemäß Art. 102 GG abgeschaffte Todesstrafe löste der Gesetzgeber durch eine Mindeststrafe von fünf Jahren Zuchthaus ab. Zudem räumte er den Gerichten die Möglichkeit zur Strafmilderung nach eigenem Ermessen ein, wenn der Täter den Angriff aufgibt.

### Weitere Entwicklung des § 316a StGB
Durch das Strafrechtsreformgesetz vom 25. Juni 1969 wurde im Zuge der Abschaffung der Zuchthausstrafe mit Wirkung zum 1. April 1970 diese auch in § 316a StGB durch die Androhung von Freiheitsstrafe abgelöst. Mit Wirkung zum 19. Dezember 1971 erweiterte der Gesetzgeber die Norm um einen unbenannten minder schweren Fall, also eine Strafmilderung für Fälle mit besonders geringem Unrechtsgehalt. Dieser reduzierte die Mindestfreiheitsstrafe auf ein Jahr. Mit dieser Änderung reagierte der Gesetzgeber auf Kritik der Instanzrechtsprechung, die Zweifel an der Verhältnismäßigkeit der hohen Mindeststrafandrohung des § 316a StGB äußerten. Zwar ging der Bundesgerichtshof in einer Entscheidung von 1971 davon aus, dass die Vorschrift insgesamt mit dem Grundgesetz vereinbar war, allerdings kritisierte auch er das Fehlen von Strafmilderungsmöglichkeiten.
Mit Wirkung zum 1. Januar 1975 erweiterte der Gesetzgeber den Kreis der Delikte, zu deren Begehung der Angriff dienen muss, um den Tatbestand des räuberischen Diebstahls (§ 252 StGB).
Die bislang letzte wesentliche Änderung des § 316a StGB erfolgte durch das sechste Strafrechtsreformgesetz, das am 1. April 1998 in Kraft trat. Hierdurch formulierte der Gesetzgeber die Tathandlung neu, indem er den Begriff des Unternehmens durch den des Verübens ersetzte. Hierdurch verlor die Vorschrift den Charakter eines echten Unternehmensdelikts. Der Gesetzgeber wollte hiermit den Vollendungszeitpunkt des Delikts nach hinten verschieben und Raum für die Anwendung der Versuchsregeln (§ 22-§ 24 StGB) schaffen, um der Rechtsprechung zusätzliche Möglichkeiten zur Ausdifferenzierung beim Strafrahmen zu geben. Der Versuch kann zum einen gemäß § 23 Abs. 2 StGB milder als die Vollendung bestraft werden. Zum anderen kann der Täter gemäß § 24 StGB Straffreiheit erlangen, wenn er vom Versuch der Tat freiwillig zurücktritt. Die Anwendbarkeit des § 24 StGB machte die bisherige Bestimmung zur Strafmilderung bei tätiger Reue entbehrlich, weshalb diese gestrichen wurde. An deren Stelle trat eine strafschärfende Erfolgsqualifikation: das leichtfertige Töten eines anderen Menschen durch den Angriff.

### Gegenwärtige Kritik und Reformvorschläge
Die Strafnorm, die in rechtsvergleichender Hinsicht einzigartig ist, zählt seit langem zu einer der kontroversesten Bestimmungen des StGB. Kritik richtet sich insbesondere gegen die hohe Mindeststrafandrohung, welche die von Raub und räuberischer Erpressung jeweils um das Vierfache übersteigt. Deswegen steht § 316a StGB in einem Spannungsverhältnis zum Übermaßverbot, nach dem verübtes Unrecht und angedrohte Strafe in einem angemessenen Verhältnis zueinander stehen müssen. Viele Stimmen im Schrifttum fordern eine Reduzierung des Strafrahmens, andere die Streichung oder zumindest die Neufassung der Norm.
Der Bundesrat arbeitete 1997 einen Vorschlag zur Reduzierung des Mindeststrafrahmens auf drei Jahre Freiheitsstrafe aus. Dies wurde jedoch nicht umgesetzt. Da der Gesetzgeber sich auch im Übrigen bislang nicht zur Senkung der Mindeststrafandrohung entschlossen hat, bemüht sich die Rechtsprechung um eine restriktive Handhabung der Norm, indem sie die jeweiligen Tatbestandsmerkmale eng auslegt. Am 23. November 2023 veröffentlichte das Justizministerium ein Eckpunktepapier zur Modernisierung des Strafrechts, das die Strafnorm abzuschaffen vorsah. Aufgrund der vorzeitigen Beendigung der damaligen Koalition wurde dies jedoch nicht umgesetzt.

## Tatbestand

### Verüben eines Angriffs
Eine Strafbarkeit nach § 316a StGB setzt voraus, dass der Täter den Führer oder Mitfahrer eines Kraftfahrzeugs angreift. Unter einem Angriff im Sinne des § 316aStGB wird jede Handlung verstanden, die unmittelbar auf die Beeinträchtigung von Leben, Leib oder Entschlussfreiheit gerichtet ist. Nach überwiegender Ansicht kommt es nicht darauf an, ob die Angriffshandlung tatsächlich eines der genannten Güter zu verletzen droht; es genügt die Angriffsintention des Täters.
Typischerweise wird der Angriff durch Körperverletzungs- oder Nötigungshandlungen begangen. Beispielhaft sind etwa das Bedrohen mit einer Waffe, das Verabreichen von Schlägen und das Errichten eines Hindernisses auf der Fahrbahn, um den Fahrer zum Ausweichen zu zwingen.
Umstritten ist, unter welchen Voraussetzungen ein Angriff auch durch List verübt werden kann. Ein listiger Angriff liegt etwa vor, wenn der Täter den Fahrzeugführer dazu bewegt, zu einem entlegenen Ort zu fahren, um ihn dort auszurauben. Die Rechtsprechung hielt dies in der Vergangenheit für ausreichend, da eine solche Konstellation eine typische Form des Angriffs auf Kraftfahrer darstelle. Gegen die Anwendung von § 316a StGB in einem solchen Fall führten Rechtswissenschaftler allerdings an, dass List anders als die anderen Tatmittel im Regelfall nicht auf die Entschlussfreiheit des Opfers einwirke. Der Bundesgerichtshof schloss sich mit Urteil vom 20. November 2003 den kritischen Stimmen an und gab seine frühere Rechtsprechung auf. Nun geht er davon aus, dass bloß listiges Verhalten regelmäßig nicht für § 316a StGB genügt. Anders verhalte es sich nur, wenn die List nötigungsgleiche Wirkung habe. Dies treffe beispielsweise zu, wenn der Täter eine Polizeikontrolle vortäuscht, um ein Fahrzeug zwecks Begehung eines Raubüberfalls zum Anhalten zu bewegen. Ausschlaggebend sei, dass der Fahrer von einer zwingenden, sanktionsbewehrten hoheitlichen Anordnung ausgeht.

### Kraftfahrzeugführer und Mitfahrer
Als mögliche Tatopfer nennt § 316a StGB Kraftfahrzeugführer und Mitfahrer. Fahrzeugführer ist, wer ein Fahrzeug in Bewegung setzt, es in Bewegung hält oder allgemein mit dem Betrieb des Fahrzeugs oder mit der Bewältigung von Verkehrsvorgängen beschäftigt ist. Dieses Tatbestandsmerkmal spielte in der Gerichtspraxis zunächst keine große Rolle. Erst seit seiner oben angesprochenen Entscheidung aus November 2003 behandelt der Bundesgerichtshof dieses Merkmal als ein entscheidendes Kriterium zur Restriktion des § 316a StGB.
Unter die Definition des Fahrzeugführers fallen ohne weiteres Verhaltensweisen, durch die ein Fahrzeug gesteuert wird. Aber auch während eines Haltevorgangs gilt der Fahrer als Fahrzeugführer, sofern das Fahrzeug aus verkehrsbedingten Gründen angehalten wird. So verhält es sich etwa beim Halten an einer roten Ampel, an einem Bahnübergang oder an einem Stau. Denn bei solchen Stopps muss sich der Fahrer auf das Verkehrsgeschehen konzentrieren, weshalb er gegenüber Angriffen vermindert abwehrfähig ist.
Hält der Fahrer aus anderen als verkehrsbedingten Gründen an, gilt er nur dann weiterhin als Fahrzeugführer, wenn er mit dem Betrieb seines Fahrzeugs beschäftigt ist. Dies trifft etwa zu, wenn er anhält, um einem Fahrtgeräusch auf den Grund zu gehen, oder um einen Beifahrer aussteigen zu lassen. Nach der Rechtsprechung kommt es hierbei entscheidend darauf an, ob der Motor des Fahrzeugs weiter läuft.
Als Fahrzeugführer gilt das Tatopfer nicht mehr, wenn es das Fahrzeug geparkt hat. Denn hierdurch endet der Einfluss der spezifischen Anforderungen des fließenden Verkehrs. Aus dem gleichen Grund gilt auch nicht als Fahrzeugführer, wer sich außerhalb des Wagens befindet.

### Ausnutzen der Straßenverkehrsverhältnisse
Schließlich muss der Täter bei seinem Angriff die besonderen Verhältnisse des öffentlichen Straßenverkehrs ausnutzen. Der öffentliche Verkehrsraum umfasst die zu diesem Zweck gewidmeten Wege sowie alle weitere allgemein zugänglichen Verkehrsflächen. Als dessen besondere Verhältnisse gelten Umstände, die sich typischerweise aus der Teilnahme am öffentlichen Verkehr ergeben und die dazu führen, dass das Opfer sich dem Angriff lediglich eingeschränkt wehren kann.
Solche Umstände liegen insbesondere vor, während das Fahrzeug in Bewegung gehalten wird, da der Fahrer sich in dieser Situation auf Verkehrsvorgänge konzentrieren muss. In diesem Fall kann regelmäßig auch ohne weiteres davon ausgegangen werden, dass der Täter sich die Einbindung des Fahrzeugführers ins Verkehrsgeschehen für seinen Angriff zunutze macht. Ein Ausnutzen kommt aber auch vor Fahrtantritt in Betracht, etwa wenn der Angriff erfolgt, während das Opfer das Fahrzeug in Gang setzen will.
Nach früherer Rechtsprechung war auch dann von einem Ausnutzen auszugehen, wenn der Täter das Opfer durch Verbringen an einen einsamen Ort isoliert hat. Hiervon hat sie inzwischen jedoch Abstand genommen, da das Verbringen an einen anderen Ort keine Gefahr sei, die in typischem Zusammenhang mit dem Straßenverkehr steht.
Ebenfalls kein Ausnutzen liegt vor, wenn der Täter seinen Angriff ausführt, während das Opfer mit Vorgängen beschäftigt ist, die nicht mit den Abläufen des Straßenverkehrs in Verbindung stehen. Dies trifft etwa auf einen Taxifahrer zu, der nach der Fahrt Geld von seinem Kunden kassiert.

### Vorsatz und räuberische Absicht
Eine Strafbarkeit nach § 316a StGB setzt zunächst gemäß § 15 StGB voraus, dass der Täter mit zumindest bedingtem Vorsatz hinsichtlich des objektiven Tatbestands handelt, er also billigend in Kauf nimmt, dass er die Tatbestandsmerkmale verwirklicht. Der Täter muss hierzu insbesondere erkennen, dass er sich beim Verüben seines Angriffs die besonderen Umstände des Straßenverkehrs zu Nutze macht sowie in Kauf nehmen, dass die Verteidigungsfähigkeit des Opfers hierdurch geschwächt ist. Dies entspricht den Vorsatzanforderungen des Mordmerkmals Heimtücke. Am Ausnutzungsbewusstsein fehlt es etwa, wenn der Täter das Opfer nicht aufgrund einer Verkehrssituation, sondern allein durch zahlenmäßige Überlegenheit überwältigen will.
Darüber hinaus muss der Täter in der Absicht handeln, seinen Angriff zu einem Raub, einem räuberischen Diebstahl oder einer räuberischen Erpressung zu nutzen: Die täterschaftliche Begehung einer solchen Tat muss also gerade das Ziel des Täters sein. Diese Absicht muss beim Verüben des Angriffs vorliegen. Daher ist der Tatbestand des § 316a StGB nicht erfüllt, wenn der Täter die Absicht zur Begehung des Raubdelikts erst nach dem Angriff fasst. Teilnehmer am Angriff, also Anstifter und Gehilfen, müssen selbst nicht in dieser Absicht handeln. Allerdings müssen sie um die Absicht des Täters wissen.

## Versuch, Vollendung und Beendigung
Ein Versuch des § 316a StGB liegt vor, wenn der Täter vorsätzlich und in der Absicht, eine Raubtat zu begehen, unmittelbar zu einem Angriff ansetzt, etwa indem er eine Angriffswaffe zieht. Von einem Versuch kann der Täter mit strafbefreiender Wirkung zurücktreten. Dies kommt in Betracht, solange der Versuch nicht fehlgeschlagen oder der Tatbestand bereits zur Vollendung gelangt ist. Da das Delikt bereits durch das Angreifen vollendet wird, ist das Versuchsstadium und damit der Zeitraum für einen Rücktritt allerdings meist zeitlich äußerst knapp bemessen. Der Rücktritt vom Versuch ist etwa möglich, wenn der Täter seine gezogene Waffe wieder einsteckt, bevor er sie zur Bedrohung des Opfers nutzt. Wegen der frühen Vollendung des § 316a StGB wird dieses Delikt im Schrifttum von vielen Stimmen als unechtes Unternehmensdelikt angesehen.
Der räuberische Angriff gilt als voll- und zugleich beendet, wenn der Täter den Angriff abgeschlossen hat.

## Qualifikation
§ 316a Abs. 3 StGB enthält eine strafschärfende Erfolgsqualifikation, die das Mindeststrafmaß auf zehn Jahre Freiheitsstrafe anhebt und die Anordnung lebenslanger Freiheitsstrafe erlaubt. Die Erfolgsqualifikation setzt voraus, dass der Täter durch die Tat den Tod eines anderen Menschen, nicht notwendigerweise den des Angegriffenen, verursacht. Der Todeseintritt muss unmittelbare Folge der Gefahr sein, die von dem Angriff ausgeht. Dies trifft zu, wenn er in unmittelbarem Zusammenhang mit dem Ausnutzen der Straßenverkehrssituation steht. Hieran fehlt es etwa, wenn der Tod alleinige Folge der späteren Raubtat ist. Ein hinreichender Zusammenhang besteht hingegen, wenn der angegriffene Fahrzeugführer infolge des Angriffs einen Fahrfehler begeht und mit dem Wagen tödlich verunfallt. Schließlich muss dem Täter hinsichtlich der Tötung wenigstens Leichtfertigkeit vorzuwerfen sein, also besonders schwere Fahrlässigkeit. Dies ist der Fall, wenn er die sich aufdrängende Möglichkeit eines tödlichen Verlaufs der Tat aus besonderem Leichtsinn oder aus besonderer Gleichgültigkeit außer Acht lässt.

## Prozessuales und Strafzumessung
Die Tat wird als Offizialdelikt von Amts wegen verfolgt, sodass der Strafantrag eines Betroffenen nicht erforderlich ist. Die Strafandrohung liegt grundsätzlich zwischen fünf und fünfzehn Jahren Freiheitsstrafe. Ferner können nach § 69 StGB die Fahrerlaubnis des Täters entzogen sowie nach § 74 StGB das Tatfahrzeug eingezogen werden. Die Verfolgungsverjährung beginnt gemäß § 78a StGB mit der Beendigung der Tat. Die Verjährungsfrist des Grunddelikts beträgt aufgrund seines Strafrahmens nach § 78 Abs. 3 Nr. 2 StGB zwanzig Jahre. Die Erfolgsqualifikation verjährt aufgrund ihrer höheren Strafandrohung gemäß § 78 Abs. 3 Nr. 1 StGB nach dreißig Jahren.
Nach § 316a Abs. 2 StGB verringert sich die Androhung der Freiheitsstrafe auf eine Spanne von ein bis zehn Jahren, wenn ein minder schwerer Fall vorliegt. Dies kommt etwa in Betracht, wenn der Angriff lediglich mit geringen Gefahren für das Opfer verbunden ist, der Tatentschluss spontan und unter Alkoholeinfluss gefasst wird oder die durch die Raubtat erlangte Beute lediglich einen niedrigen Wert aufweist.

## Gesetzeskonkurrenzen
Eine Tat nach § 316a StGB kann in Gesetzeskonkurrenz zu Tatbeständen stehen, die durch die mit dem Angriff beabsichtigte Tat verwirklicht werden, also insbesondere Raub, räuberischer Diebstahl und räuberische Erpressung. Gelangt die beabsichtigte Tat nicht zur Vollendung, wird sie von § 316a StGB konsumiert. Gelangt sie hingegen zur Vollendung, besteht aufgrund des typischerweise engen zeitlichen und räumlichen Zusammenhangs zwischen dem räuberischen Angriff und der Raub- oder Erpressungstat in der Regel Tateinheit gemäß § 52 Abs. 1 StGB.
Tateinheit kommt ferner in Betracht, wenn der Täter durch seine Angriffshandlung zusätzliche Delikte verwirklicht. So steht etwa § 316a StGB in Tateinheit zum gefährlichen Eingriff in den Straßenverkehr (§ 315b StGB), wenn der Täter zur Durchführung des räuberischen Angriffs ein Hindernis im Straßenverkehr errichtet. Entsprechendes gilt für den erpresserischen Menschenraub.

## Kriminologie
Das Bundeskriminalamt gibt jährlich eine Statistik über alle in Deutschland gemeldeten Straftaten heraus, die Polizeiliche Kriminalstatistik. Seit 1993 wird das gesamte Bundesgebiet erfasst. In den Statistiken von 1991 und 1992 wurden die alten Bundesländer und das gesamte Berlin erfasst. Frühere Statistiken erfassen lediglich die alten Bundesländer. Aufgrund der bis 1998 geltenden Formulierung des § 316a StGB als Unternehmensdelikt war ein Versuch bis zur Reform des Delikts nicht möglich, da das unmittelbare Ansetzen zur tatbestandsmäßigen Handlung, dem Unternehmen des Angriffs, bereits zur Vollendung der Tat führte.
Taten nach § 316a StGB werden vergleichsweise selten gemeldet. Die Zahl der gemeldeten Fälle entwickelt sich seit Jahren weitgehend rückläufig. Den bisherigen Höhepunkt bildet das Jahr 1993 mit 803 Fällen. 2024 wurden demgegenüber 107 Fälle gemeldet. Gegenüber dem Vorjahr markiert dies einen geringfügigen Anstieg, allerdings stellt das Vorjahr bislang das Jahr mit der niedrigsten Fallzahl (102) dar. Auch die Zahl der Taten, die mit Schusswaffen begangen werden geht zurück. Die Aufklärungsquote betrug 2024 66,4 %. Die Verurteiltenstatistik für 2023 weist 55 Aburteilungen und 40 Verurteilungen aus. Die Taten wurden überwiegend von männlichen Tätern begangen. 27 Verurteilungen erfolgten nach Jugendstrafrecht.
Bei der Strafzumessung geht die Rechtsprechung selten über die Mindeststrafandrohung von fünf Jahren hinaus. Häufig macht sie von der strafmildernden Möglichkeit des § 316a Abs. 2 StGB Gebrauch. Als eine Ursache hierfür wird die von vielen Richtern geäußerte Kritik am hohen Mindeststrafmaß des § 316a StGB genannt.
Knapp 40 % der räuberischen Angriffe richten sich gegen Taxifahrer. Fahrzeughalter beugen räuberischen Angriffen durch den Einbau von Zentralverriegelungen in Fahrzeugen vor. Entgegen dem abnehmenden Trend im deutschsprachigen Raum hat das sogenannte Carjacking, bei dem Autofahrer von den Räubern nach verkehrsbedingtem oder von den Tätern provozierten Halten während der Fahrt zum Aussteigen gezwungen werden, um das Fahrzeug zu stehlen, in den vergangenen Jahrzehnten weltweit stark zugenommen, auch weil der Autodiebstahl durch Wegfahrsperren, verbesserte Alarmsysteme oder gut gesicherten Abstellorte vielfach schwieriger geworden ist.
- Diagrammdaten:
- Definition |
- Rohdaten |
- Hilfe

|      | Erfasste Fälle | Erfasste Fälle        | Erfasste Fälle                                | Mit Schusswaffe | Mit Schusswaffe |                  |
| Jahr | Insgesamt      | Pro 100.000 Einwohner | Anteil der versuchten Taten (absolut/relativ) | Geschossen      | Gedroht         | Aufklärungsquote |
| ---- | -------------- | --------------------- | --------------------------------------------- | --------------- | --------------- | ---------------- |
| 1987 | 558            | 0,9                   | 0 (0,0 %)                                     | 15              | 140             | 61,6 %           |
| 1988 | 476            | 0,8                   | 0 (0,0 %)                                     | 4               | 90              | 54,0 %           |
| 1989 | 475            | 0,8                   | 0 (0,0 %)                                     | 6               | 88              | 51,4 %           |
| 1990 | 510            | 0,8                   | 0 (0,0 %)                                     | 6               | 111             | 57,5 %           |
| 1991 | 690            | 1,1                   | 0 (0,0 %)                                     | 14              | 143             | 55,7 %           |
| 1992 | 751            | 1,1                   | 0 (0,0 %)                                     | 13              | 177             | 50,1 %           |
| 1993 | 803            | 1,0                   | 0 (0,0 %)                                     | 10              | 196             | 49,4 %           |
| 1994 | 760            | 0,9                   | 0 (0,0 %)                                     | 12              | 168             | 49,6 %           |
| 1995 | 734            | 0,9                   | 0 (0,0 %)                                     | 14              | 168             | 51,0 %           |
| 1996 | 725            | 0,9                   | 0 (0,0 %)                                     | 15              | 149             | 48,0 %           |
| 1997 | 744            | 0,9                   | 0 (0,0 %)                                     | 11              | 172             | 49,2 %           |
| 1998 | 711            | 0,9                   | 0 (0,0 %)                                     | 16              | 188             | 48,9 %           |
| 1999 | 589            | 0,7                   | 26 (4,4 %)                                    | 21              | 123             | 49,7 %           |
| 2000 | 506            | 0,6                   | 39 (7,7 %)                                    | 14              | 103             | 53,4 %           |
| 2001 | 538            | 0,7                   | 38 (7,4 %)                                    | 8               | 124             | 50,9 %           |
| 2002 | 562            | 0,7                   | 64 (11,4 %)                                   | 10              | 126             | 51,4 %           |
| 2003 | 549            | 0,7                   | 62 (11,3 %)                                   | 12              | 143             | 53,2 %           |
| 2004 | 581            | 0,7                   | 126 (21,7 %)                                  | 13              | 128             | 49,1 %           |
| 2005 | 493            | 0,6                   | 143 (29,0 %)                                  | 7               | 91              | 51,9 %           |
| 2006 | 419            | 0,5                   | 123 (29,4 %)                                  | 4               | 80              | 52,5 %           |
| 2007 | 448            | 0,5                   | 117 (26,1 %)                                  | 11              | 88              | 49,1 %           |
| 2008 | 393            | 0,5                   | 117 (29,8 %)                                  | 4               | 67              | 55,5 %           |
| 2009 | 417            | 0,5                   | 135 (32,4 %)                                  | 1               | 83              | 51,3 %           |
| 2010 | 403            | 0,5                   | 112 (27,8 %)                                  | 2               | 75              | 49,9 %           |
| 2011 | 335            | 0,4                   | 91 (27,2 %)                                   | 7               | 57              | 50,4 %           |
| 2012 | 354            | 0,4                   | 107 (30,2 %)                                  | 2               | 56              | 45,5 %           |
| 2013 | 269            | 0,3                   | 93 (34,6 %)                                   | 0               | 34              | 57,6 %           |
| 2014 | 247            | 0,3                   | 84 (34,0 %)                                   | 6               | 31              | 53,8 %           |
| 2015 | 263            | 0,3                   | 95 (36,1 %)                                   | 0               | 31              | 49,0 %           |
| 2016 | 227            | 0,3                   | 80 (35,2 %)                                   | 1               | 22              | 61,7 %           |
| 2017 | 212            | 0,3                   | 77 (36,3 %)                                   | 2               | 17              | 54,7 %           |
| 2018 | 181            | 0,2                   | 50 (27,6 %)                                   | 0               | 18              | 50,8 %           |
| 2019 | 172            | 0,2                   | 52 (30,2 %)                                   | 3               | 19              | 57,6 %           |
| 2020 | 121            | 0,1                   | 47 (38,8 %)                                   | 1               | 15              | 55,4 %           |
| 2021 | 120            | 0,1                   | 44 (36,7 %)                                   | 0               | 11              | 65,0 %           |
| 2022 | 128            | 0,2                   | 36 (28,1 %)                                   | 0               | 19              | 54,7 %           |
| 2023 | 102            | 0,1                   | 40 (39,2 %)                                   | 1               | 6               | 60,8 %           |
| 2024 | 107            | 0,1                   | 37 (34,6 %)                                   | 1               | 10              | 66,4 %           |